# Hydronalium

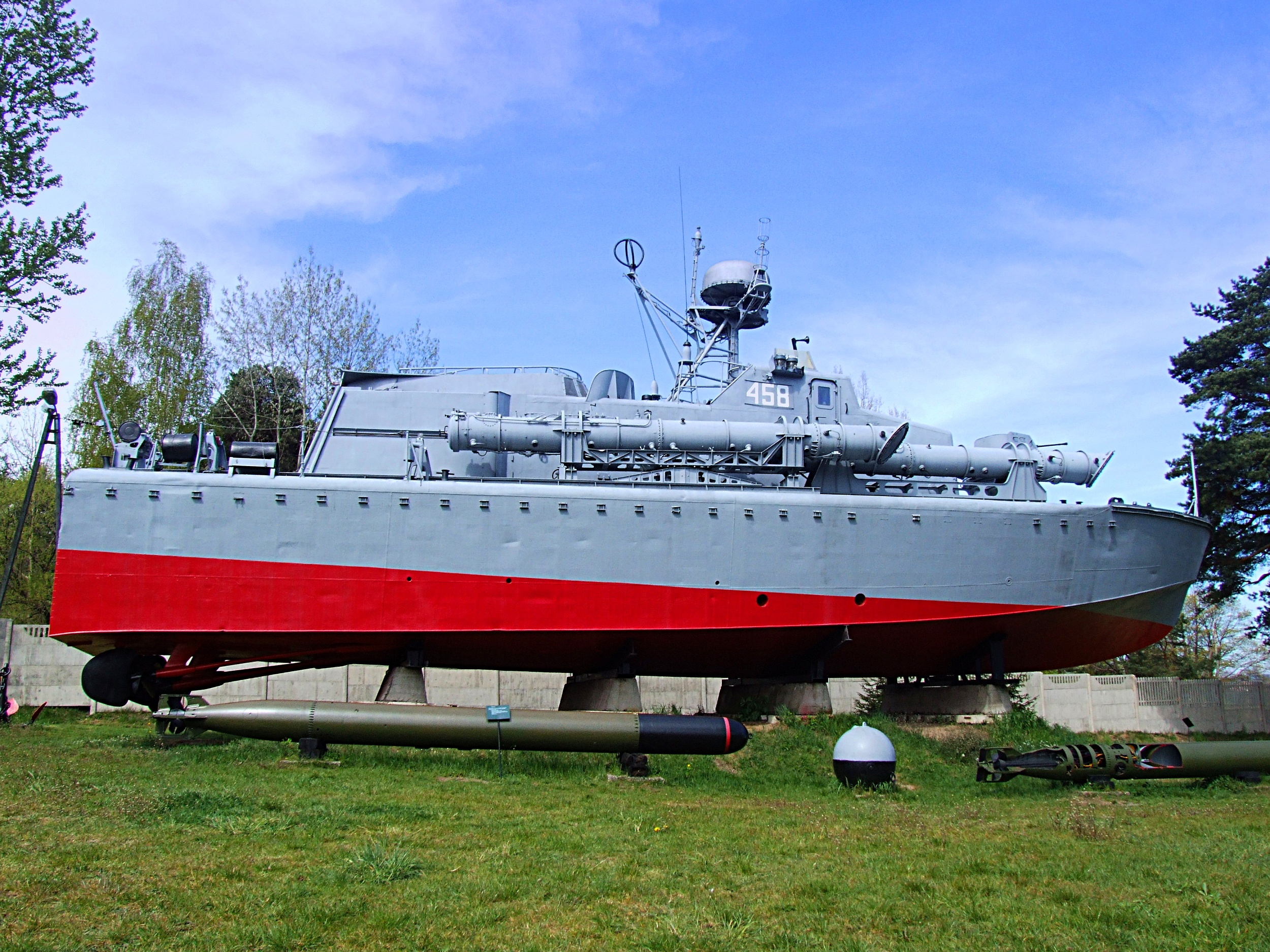
Polski kuter torpedowy ORP „Odważny” z kadłubem wykonanym z hydronalium

Hydronalium – stop aluminium zawierający 2–5% magnezu i 0,1–0,4% manganu do obróbki plastycznej. Charakteryzuje się dobrą odpornością na korozję powodowaną wodą morską, stąd jego zastosowanie w przemyśle okrętowym i chemicznym.